# Phaulophara belogramma
Phaulophara belogramma är en fjärilsart som beskrevs av Turner 1916. Phaulophara belogramma ingår i släktet Phaulophara och familjen Copromorphidae. Inga underarter finns listade i Catalogue of Life.